# Rémi Vignolo
Rémi Vignolo, né en 1972, est un bassiste, contrebassiste et batteur et compositeur de jazz français.

## Biographie
Rémi Vignolo découvre la basse électrique à l'âge de six ans. Il s'engage dans des clubs locaux, d'abord sur cet instrument puis à la contrebasse. Après avoir étudié la musique à la New School de New York, il se produit avec Uri Caine, Ravi Coltrane, Mark Turner et Gerry Gibbs entre 1993 et 1995.
A son retour en France, il fait partie du quatuor d'André Ceccarelli dans les années 1990. Parallèlement, il travaille avec Eric Le Lann, Richard Galliano, Michel Legrand, Sylvain Luc, Stefano Di Battista, John McLaughlin, Louis Winsberg, Erik Truffaz, Toots Thielemans et Jacky Terrasson.
En 2003, il intègre le quartet de Flavio Boltro, avec Éric Legnini et Franck Aghulon. Depuis, il fait partie du trio de Florian Ross et du Rosario Giuliani Quintet et joue dans divers projets avec Aldo Romano (dont Chante) et Pierre-Alain Goualch. Entre 1993 et 2010, il participe à 41 sessions d'enregistrement de jazz.
Le premier album du Rémi Vignolo Quintet, composé de Rémi Vignolo (batterie), Christophe Panzani (sax), Pierre Perchaud (guitare), Julien Herné (basse) et Tony Paeleman (piano électrique),  Death of an Angry Man, sort en 2015. On l'entend également sur les albums de Stéphane Huchard, Charles Aznavour, Claude Nougaro, Biréli Lagrène, Charlie Watts et Rose.

## Discographie partielle

### Rémi Vignolo Quintet
- 2015 : Death of an Angry Man (Gaya Music Production)

### Sidemanet collaborations
- 1995 : From the Heart – André Ceccarelli Quartet, avec Sylvain Beuf et Thomas Bramerie
- 1997 : West Side Story – André Ceccarelli Quartet, avec Sylvain Beuf et Antonio Faraò
- 1998 :
  - Jazznavour – Charles Aznavour
  - French Touch – Richard Galliano, avec André Ceccarelli et Jean-Marie Ecay (seconde session)
- 2000 :
  - A Paris… – Jacky Terrasson
  - L’ange caché – Emanuele Cisi, avec Aldo Romano, Paolo Fresu et Nathalie Loriers
- 2001 :
  - Nougaro au Théâtre des Champs-Elysées – Claude Nougaro
  - Exploring the Music of Serge Gainsbourg – André Ceccarelli et Pierre-Alain Goualch
  - Marc Lavoine – Marc Lavoine (double basse sur N'oublie jamais)
- 2002 :
  - Smile – Jacky Terrasson, avec Sean Smith et Eric Harland
  - Bemsha Swing – Franck Avitabile
- 2003 :
  - 40 degrés – Flavio Boltro Quartet
  - Blinds & Shades – Florian Ross Trio
- 2004 :
  - Threesome – Aldo Romano
  - More Than Ever – Rosario Giuliani
- 2005 :
  - Chante – Aldo Romano (avec Carla Bruni)
  - Après la pluie… – Daniel Mille, avec Stéphane Belmondo et Eric Legnini
  - Anatomy of a Relationship – André Ceccarelli et Pierre-Alain Goualch
- 2006 :
  - Xenophonia – Bojan Z
  - Flower Power – Aldo Romano, Baptiste Trotignon
- 2007 :
  - Etat de fait – Aldo Romano, avec Danilo Rea
  - DUC – Pierre-Alain Goualch et Darryl Hall
- 2008 :
  - Mémoire du futur – Jean-My Truong, avec Pierre de Bethmann et Stéphane Guillaume
  - Watch What Happens – Charito et Michel Legrand
- 2015 : Groovin' In – Groovin' High, avec Johannes Mueller, August Wilhelm Scheer, Pierre-Alain Goualch et Gautier Laurent
- 2016 : Gainsbourg In Jazz – André Ceccarelli et Pierre-Alain Goualch
- 2018 : Infinite – Jean-Pierre Como, avec Christophe Panzani et Bruno Schorp
- 2023 : Moon & Sand – Michel Rosciglione Trio, avec Vincent Bourgeyx
- 2024 : Infinite Volume II - Jean-Pierre Como, avec Christophe Panzani et Bruno Schorp